# Rorýsi vlastní
Rorýsi vlastní (Apodinae) je podčeleď rorýsovitých ptáků z řádu svišťounů. Zahrnuje 17 rodů s 83 druhy ve 3 tribech rozšířených po celém světě s výjimkou Antarktidy.
Pro tribus Chaeturini je charakteristické, že stvoly ocasních per ptáků přesahují prapory. Pro některé druhy tribu Collocaliini je charakteristická schopnost echolokace. Pro tribus Apodini je charakteristické, že stvoly ocasních per nepřesahují prapory a nejsou schopni echolokace.
Druhou podčeledí rorýsovitých jsou Cypseloidinae.

## Triby a rody
- Apodidae – rorýsovití
  - Apodinae (3 triby, 17 rodů, 83 druhů) – rorýsi vlastní
    - Chaeturini (7 rodů, 25 druhů) – „ostnoocasí“
      - Mearnsia (2 druhy) – rorýs
      - Zoonavena (3 druhy) – rorýs
      - Telecanthura (2 druhy) – rorýs
      - Rhaphidura (2 druhy) – rorýs
      - Neafrapus (2 druhy) – rorýs
      - Chaetura (10 druhů) – rorýs
      - Hirundapus (4 druhy) – rorýs

    - Collocaliini (4 rody, 29 druhů) – „salangany“
      - Collocalia (3 druhy) – salangana
      - Hydrochous (1 druh) – salangana
      - Aerodramus (23 druhů) – salangana
      - Schoutedenapus (2 druhy) – rorýs

    - Apodini (6 rodů, 29 druhů) – „typičtí rorýsi“
      - Aeronautes (3 druhy) – rorýs
      - Tachornis (3 druhy) – rorýs
      - Panyptila (2 druhy) – rorýs
      - Cypsiurus (2 druhy) – rorýs
      - Tachymarptis (2 druhy) – rorýs
      - Apus (17 druhů) – rorýs